# Crenicichla anthurus
Crenicichla anthurus és una espècie de peix de la família dels cíclids i de l'ordre dels perciformes.

## Morfologia
Els mascles poden assolir els 22,4 cm de longitud total.

## Distribució geogràfica
Es troba a la conca del riu Amazones.